# Dopravní podnik města Hradce Králové
Dopravní podnik města Hradce Králové, a.s. (DPMHK) je česká obchodní společnost, která provozuje městskou hromadnou dopravu v Hradci Králové a přilehlém okolí. Jejím majitelem a jediným akcionářem je město Hradec Králové.

## Historie
V roce 1928 byla založena společnost Autodráhy města Hradce Králové, která začala provozovat městskou autobusovou dopravu ve městě. Počátkem roku 1949 byla firma začleněna do Sdruženého komunálního podniku. Během tohoto roku byl zahájen provoz královéhradeckých trolejbusů. Od roku 1950 nese dopravce název Dopravní podnik města Hradce Králové, do roku 1988 byl národním podnikem a poté do roku 1997 státním podnikem. Tehdy byl státní podnik zrušen a jeho majetek byl převeden na nově založenou městskou akciovou společnost stejného jména, která se stala jeho právním nástupcem.

## Činnost
DPMHK provozuje městskou autobusovou a trolejbusovou dopravu v Hradci Králové a okolí města. Sídlí v areálu v Pouchovské ulici ve čtvrti Věkoše, v němž se také nachází vozovna Pouchovská pro obě trakce.